# Callo óseo
Un callo óseo (latín: callus) es una formación temporal de fibroblastos y condroblastos en la zona de fractura de un hueso, mientras que el hueso intenta regenerar. Es la secuela reparadora de una fractura ósea.
Es el depósito óseo formado entre y alrededor de los extremos rotos de un hueso fracturado durante su osificación reparadora.

## Fisiopatología
Un callo óseo está constituido por tejido óseo esponjoso inmaduro que temporalmente inmoviliza los fragmentos de una fractura, y asegura la continuidad del hueso fracturado mientras se restablece la continuidad de los sistemas de Havers de los fragmentos. 
El callo de fractura se subdivide en callo óseo interno, constituido por un tejido óseo esponjoso inmaduro formado por osificación intramembranosa, y callo óseo externo, constituido por un tejido óseo esponjoso inmaduro formado por osificación intramembranosa y endocondral. Una vez establecida la continuidad del tejido óseo, cesa la necesidad de un callo de fijación y ambos callos, interno y externo, se reabsorben.

## Diagnóstico
La forma habitual de valorar su formación y evolución es mediante radiografía del hueso fracturado.